# Michael Sorrentino
Michael Sorrentino, född 4 juli 1982 i Staten Island, är en amerikansk TV-personlighet. Han medverkade i serien Jersey Shore mellan 2009 och 2012, som sändes på MTV. Sedan 2018 medverkar Sorrentino i Jersey Shore: Family Vacation. Under 2019 avtjänade Sorrentino ett kortare fängelsestraff för skattebrott.